# مراد غريب أغا أغلو
ولد مراد غريب اغا اوغلو في مدينة انقرة بتاريخ 2 اوكتوبر 1969 . انهى دراسته الثانوية من ثانوية بورنوفا في مدينة ازمير التركية سنة 1987 . تخرج من جامعة انقرة كلية تاريخ وجغرايا قسم مسرح سنة 1993.
بداية ظهوره على الشاشة كانت سنة 2002 من خلال مشاركته في فلم الطين çamur شارك بعدها في عدد من الافلام والمسلسلات
ومن Sahra, Dicle, Bon Olsun هذه الاعمال Suskunlar, Cinayet ve Diğer Yarım مراد غريب اغا اوغلو انضم سنة 2016 إلى طاقم عمل مسلسل قيامة ارطغرل الذي يضم كوكبة من النجوم الكبار امثال الممثل الكبير انجين التان دوزياتان والممثلة الشابة اسراء بيلجيتش و الممثلة الكبيرة هوليا دارجان و جينغيز جوشكون و نور الدین سونماز و
جولسيم علي و بورتشين عبد الله . مراد غريب اغا اوغلو يؤدي شخصية الامير السلجوقي سعد الدين كوبيك في هذا المسلسل التاريخي.
بعد تخرجه من الجامعة انتقل إلى مدينة اسطنبول وعمل في مسرح بلدية اسطنبول. شارك في ما يقارب من 40 مسرحية هناك نال على اثرها جائزة أفضل ممثل كوميدي / موسيقي سنة 2013 بسبب ما قدمه من اداء مميز ومتنوع.
- IMDb'de Murat Garipağaoğluقالب:Webarşiv
- Sinema Türk'te Murat Garipağaoğluقالب:Webarşiv